# 凡尔赛市政厅

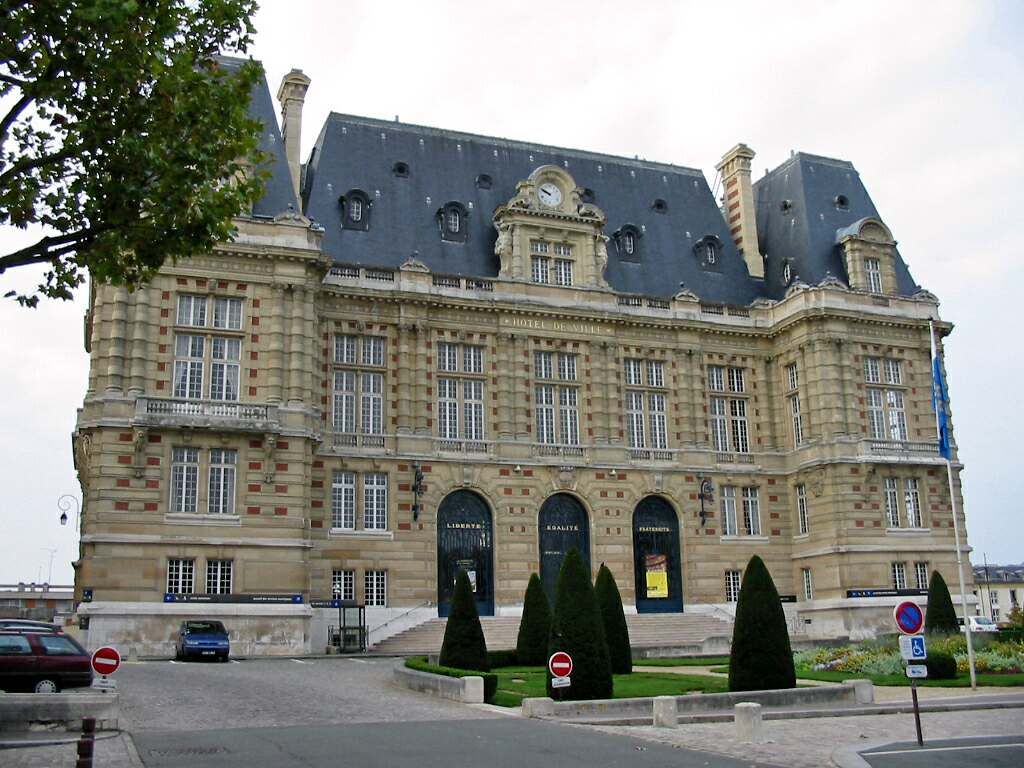
凡尔赛市政厅

凡尔赛市政厅（法語：hôtel de ville de Versailles）位于法国凡尔赛，目前的建筑建于1899年，1900年11月18日爱德华·列斐伏尔市长在任时开幕。

## 历史
在1670年，法国元帅贝莱丰德侯爵贝纳尔丹·吉高特，兴建一座带花园的美丽宅邸。1680年，路易十四为他的儿子韦尔芒杜瓦伯爵路易·德·波旁买下。三年后路易·德·波旁去世，府邸归属他的姐姐，孔蒂公主玛丽·安妮·波旁（1666年至1739年）。

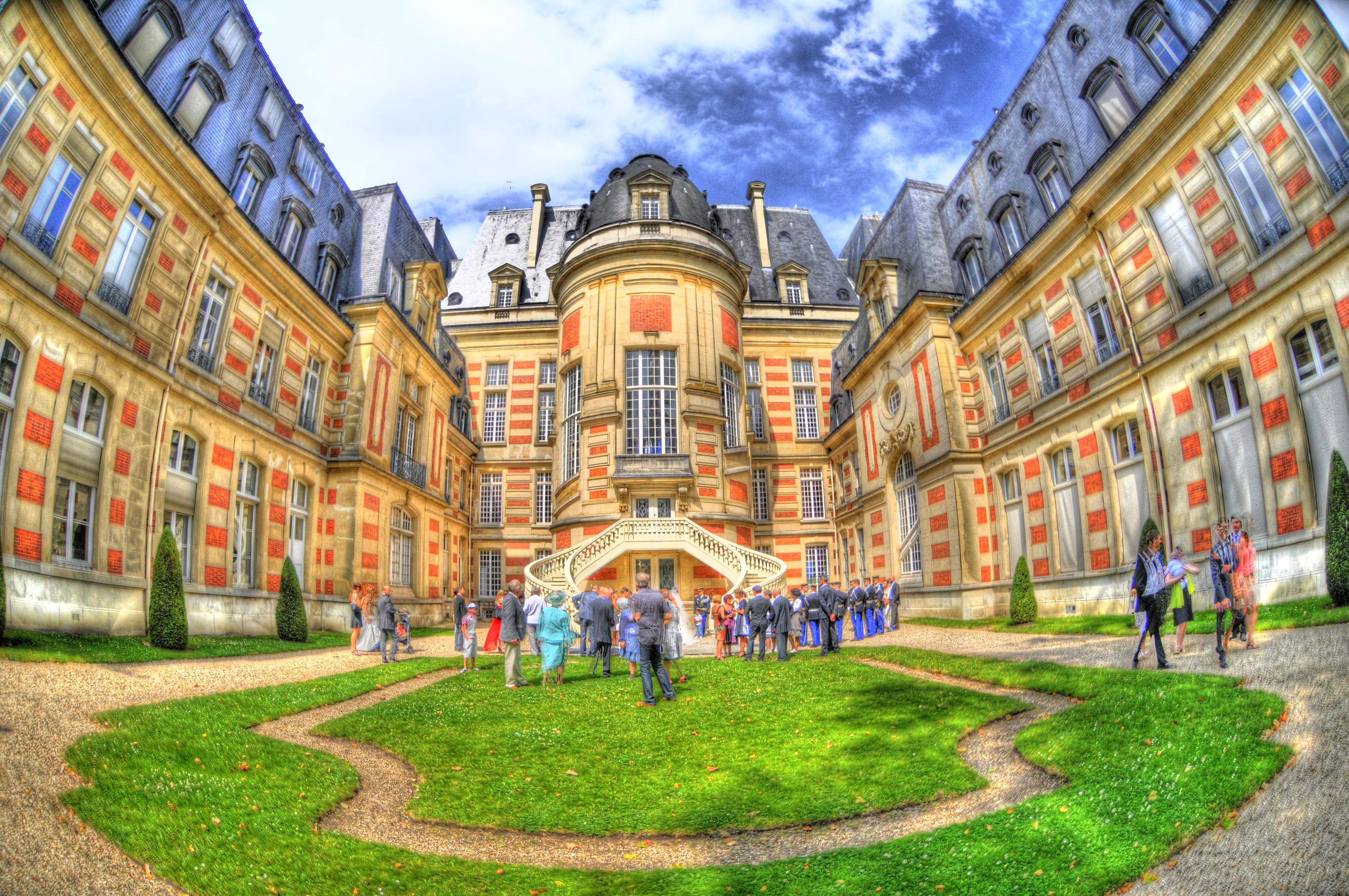
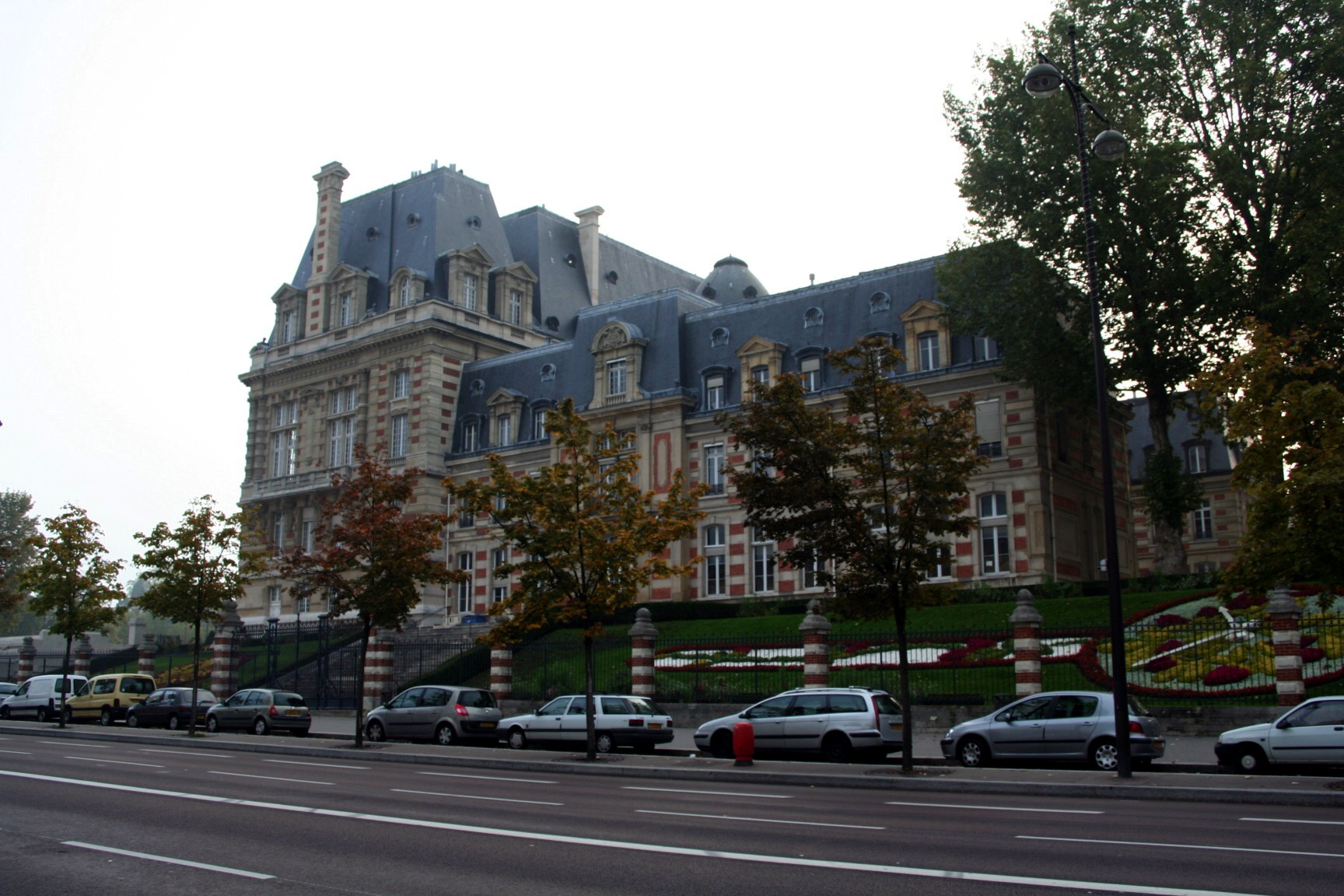
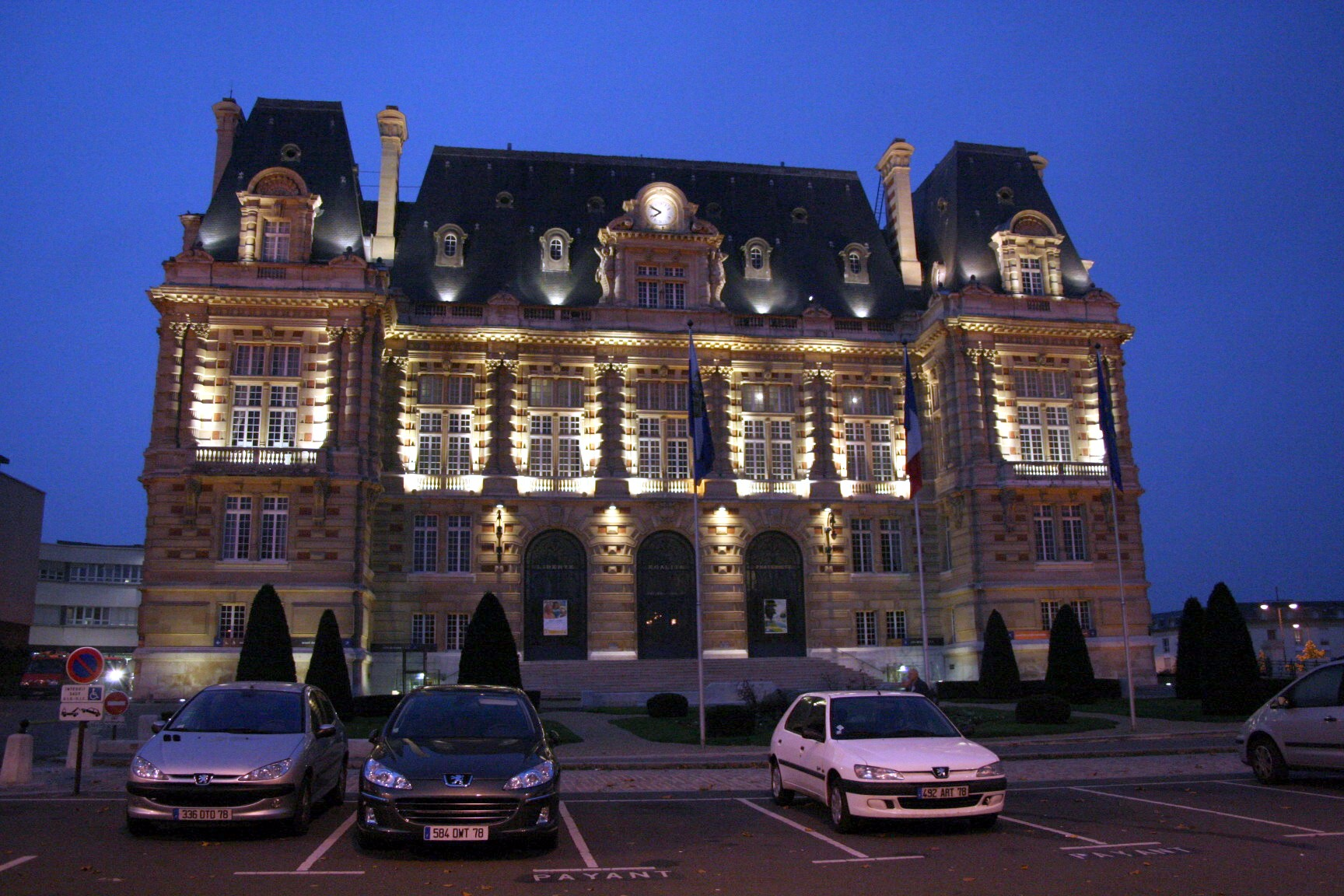
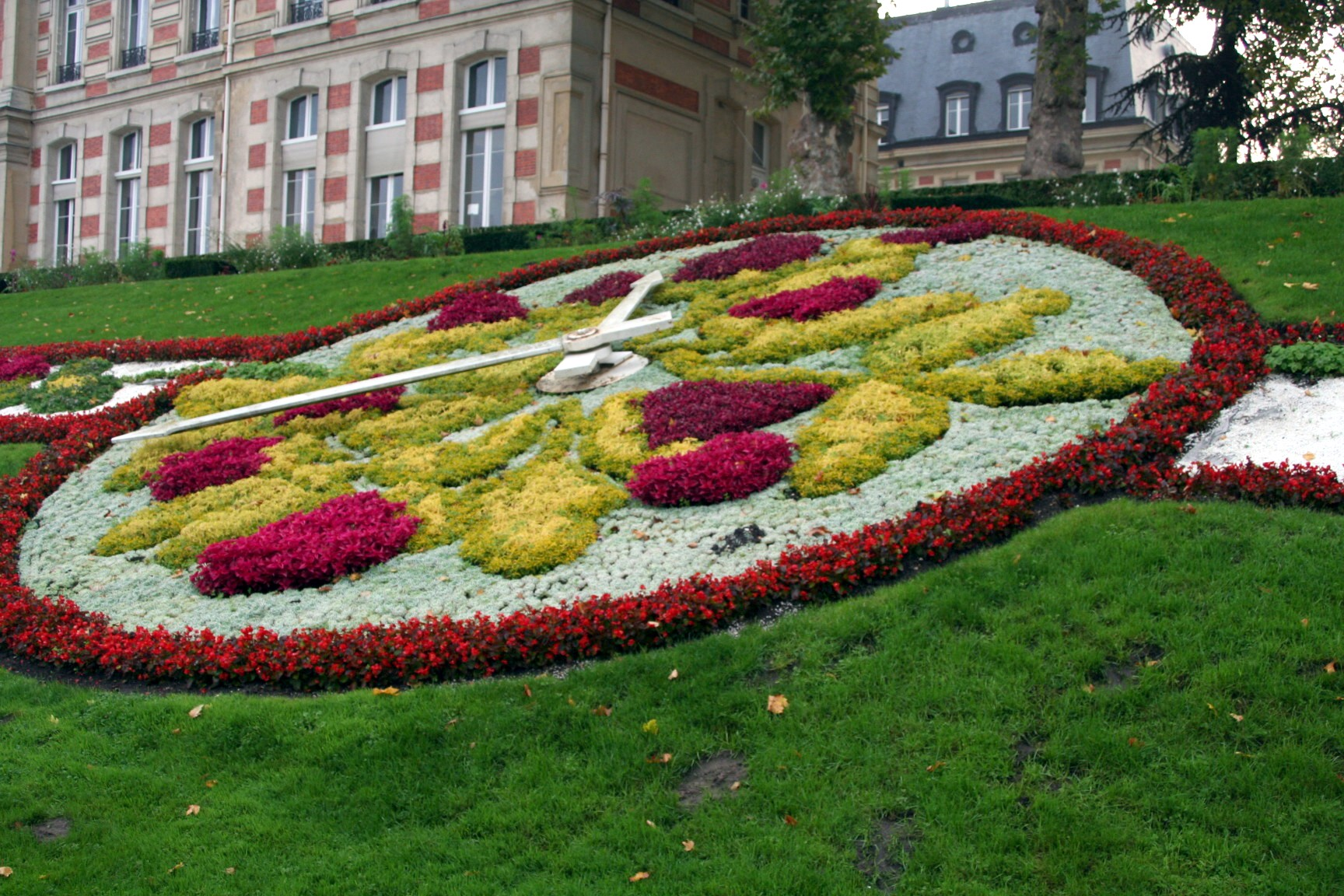
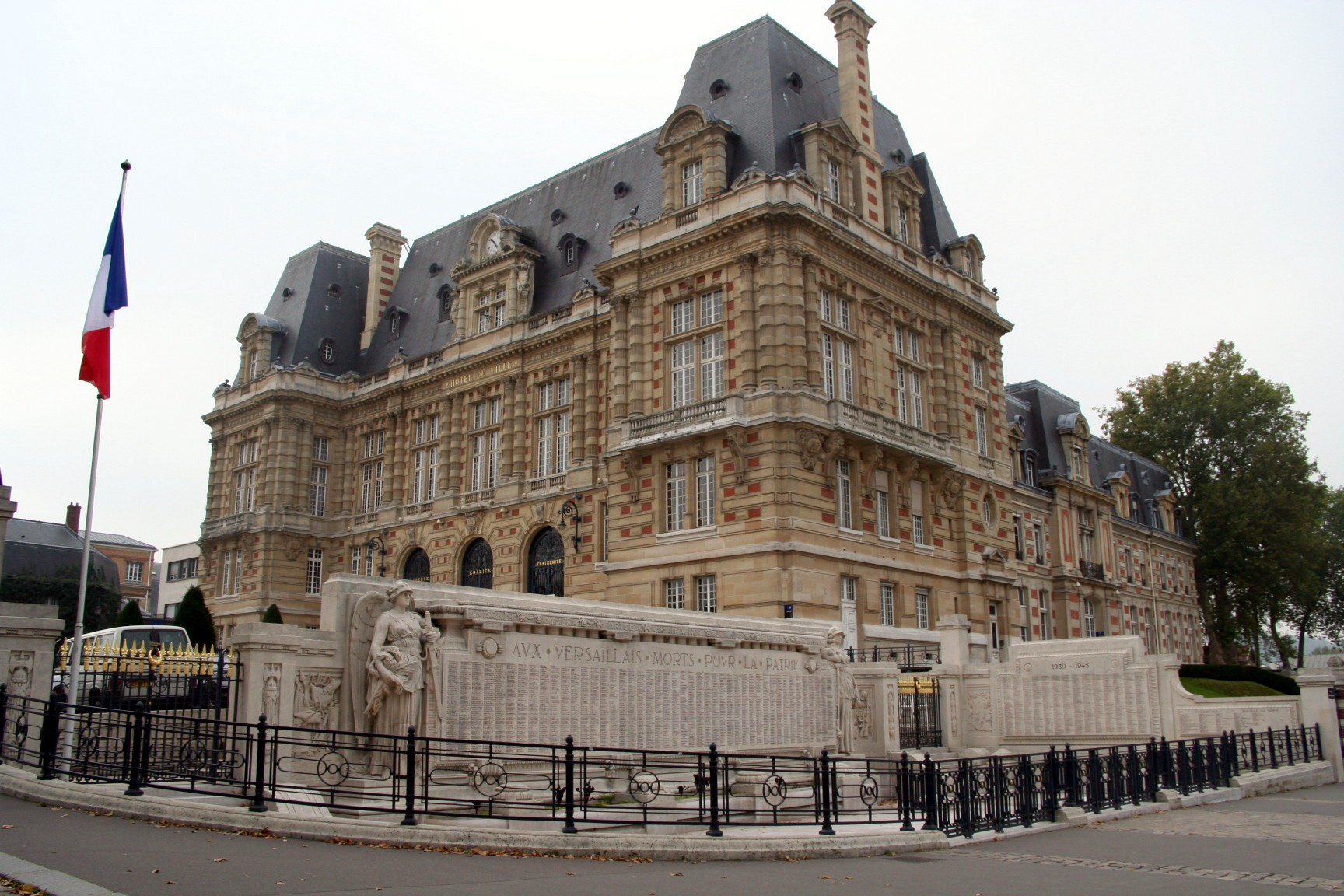
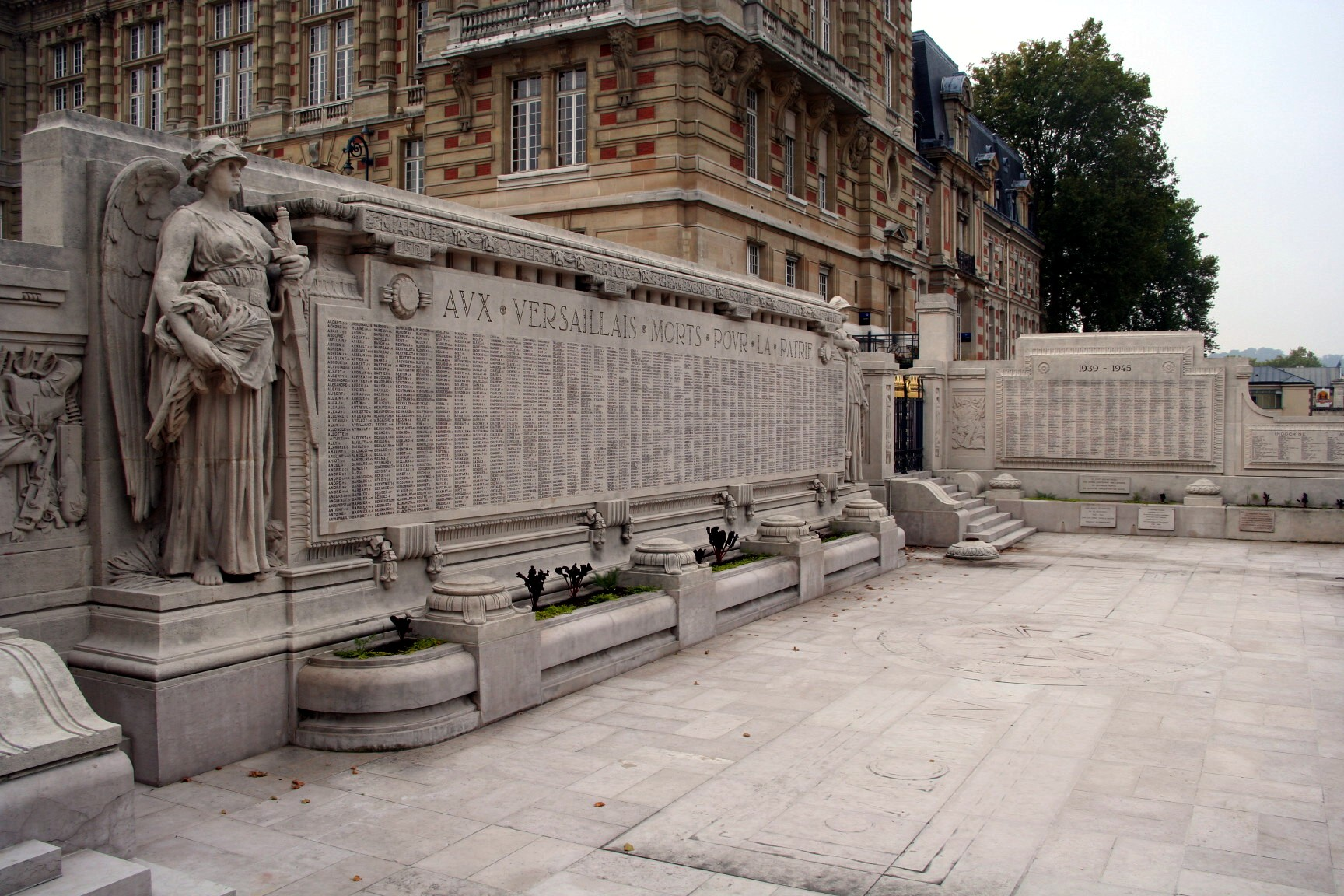
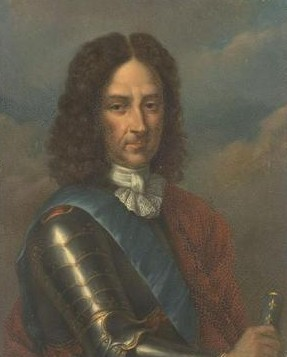
法国元帅贝莱丰德侯爵贝纳尔丹·吉高特
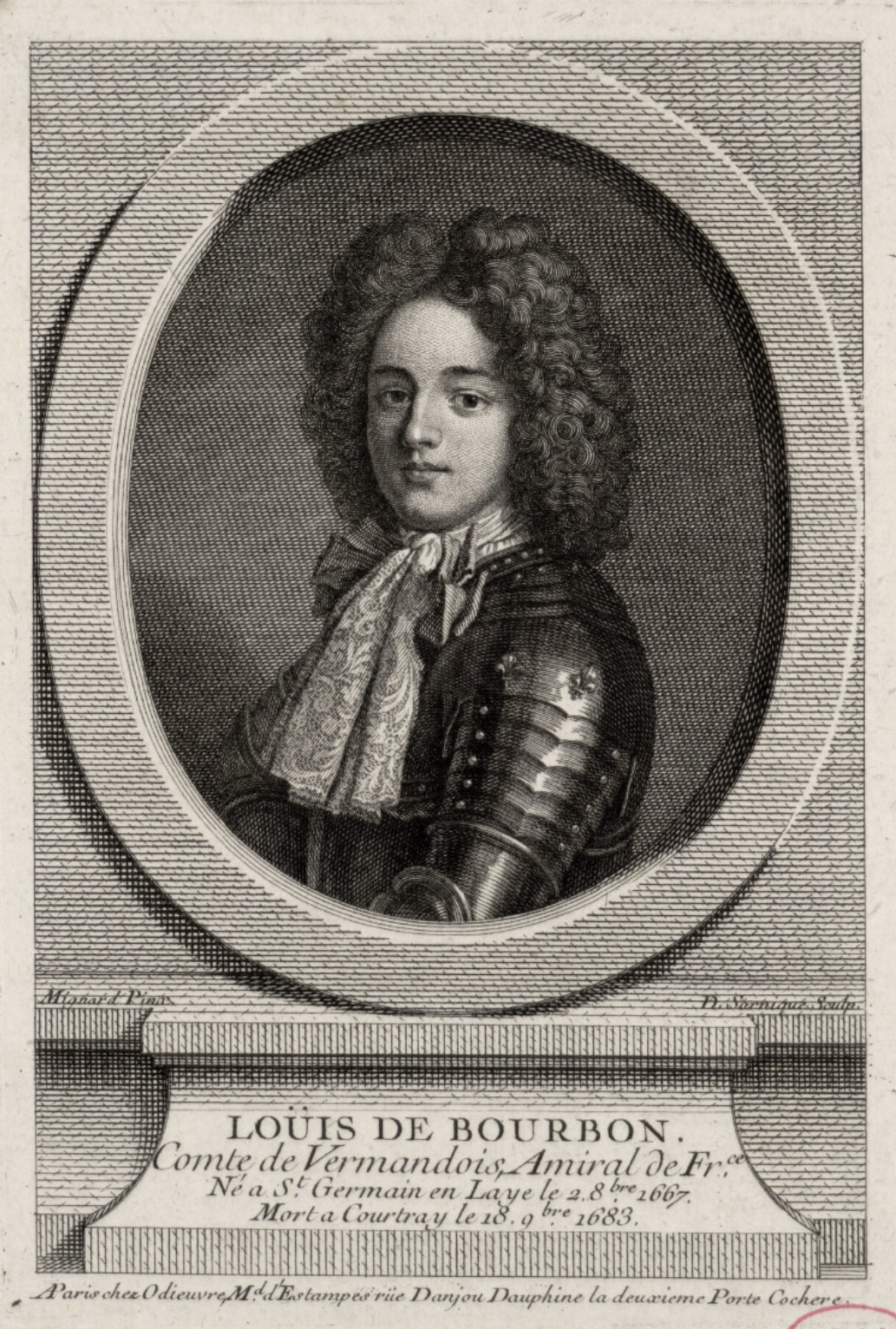
韦尔芒杜瓦伯爵
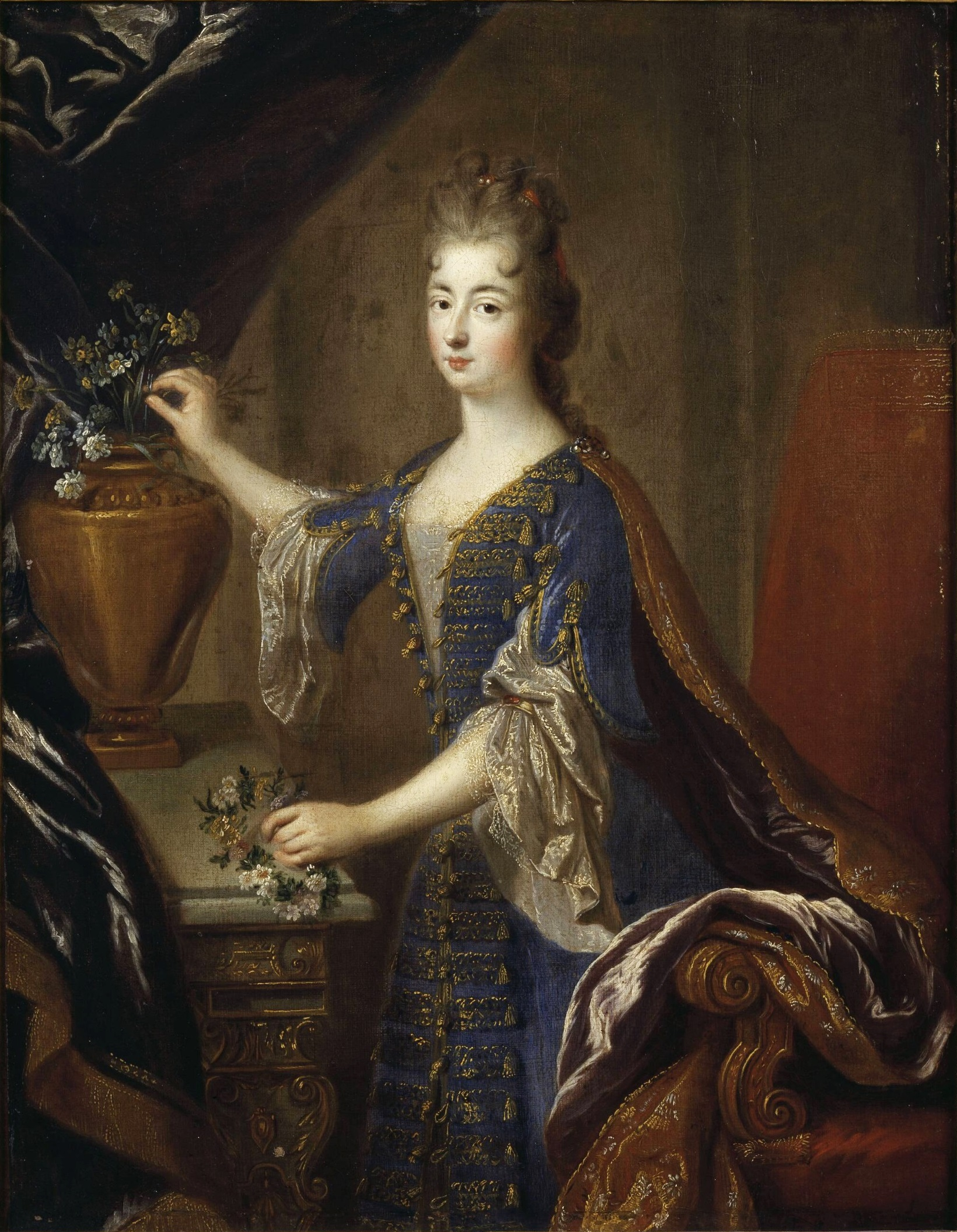
孔代公主玛丽·安妮
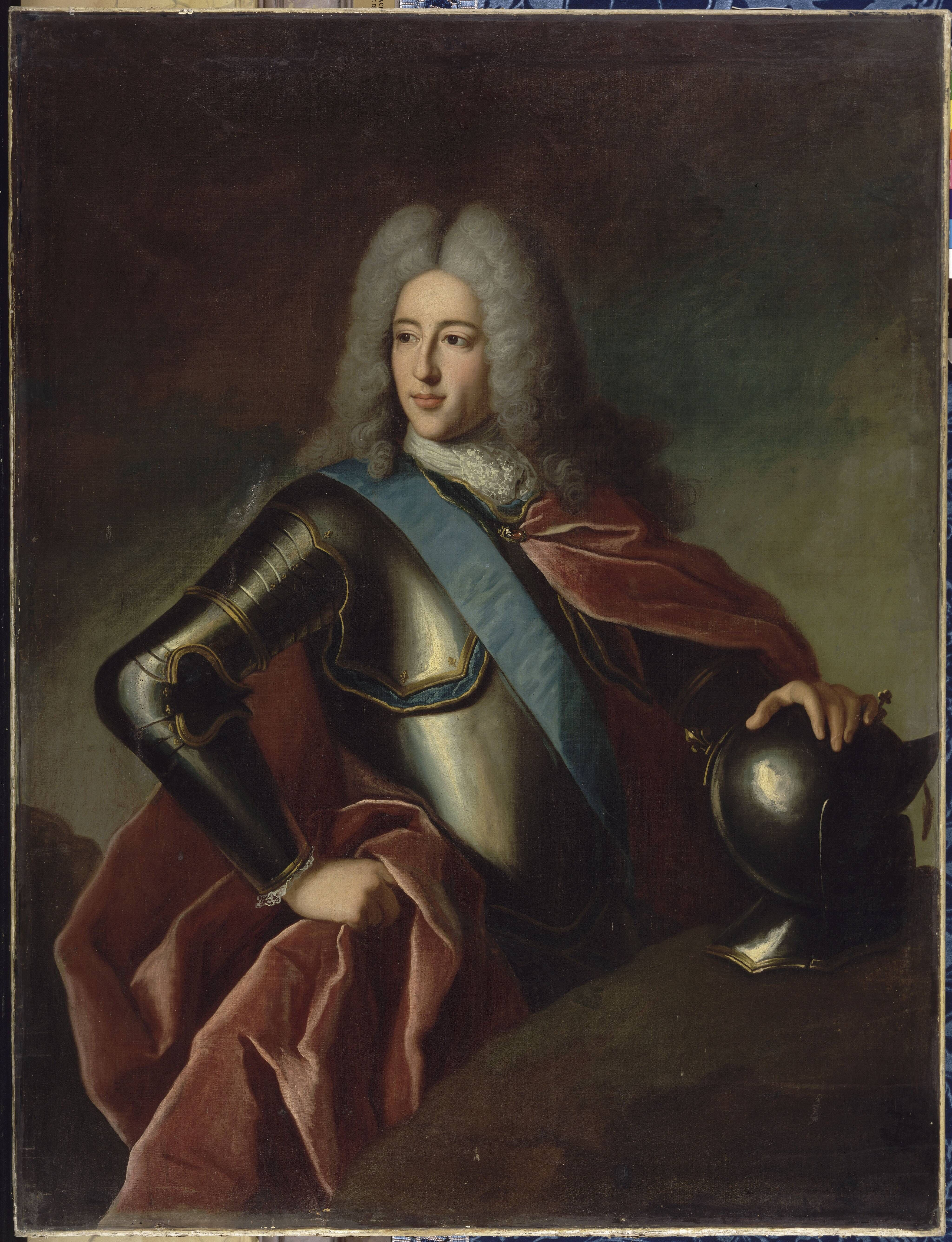
路易四世·亨利·德·波旁 (孔代亲王)